# LG G2
LG G2 je Android smart telefon razvijen od strane LG Electronics. Služi kao naslednik 2012 LG Optimus G i 2013 [LG_Optimus_G_Pro|GT G Pro] phablet, G2 je predstavljen na konferenciji za novinare u Njujorku 7. avgusta 2013. 
godine, a prvi put objavljen u septembru 2013. godine. G2 prvenstveno odlikuje softverskim mogućnostima kojim ce LG "učiti" od korisnika,High Fideliti zvučni sistem dizajniran da proizvede viši kvalitet zvuka, 5.2 inča (130 mm) 1080p ekran sa tehnologijom koja kompanija tvrdi da poboljšava energetsku efikasnost i smanjuje veličinu maske oko njega, zajedno sa jedinstvenom pozicijom tastera za uključivanje(power) i za jačinu zvuka-izbegavajući svoj tipičan položaj na ivici smart telefona postavljanjem na zadnjoj strani ispod objektiva kamere.
Uređaj je pušten u prodaju sa uglavnom pozitivnim kritikama; G2 je univerzalno pohvaljen za napore LG da proizvedu više besprekoran i kompaktan dizajn,visoke performanse, kvalitet svog ekrana i fotoaparata, zajedno sa svojom dugotrajnom baterijom. Kritičari su podeljeni po pojedinim aspektima ovog dizajna, kao što je raspored tastera sa zadnje strane, i plastična šasija- koja blisko podseća na nedavne Samsung Galaxy proizvode i biti regresija od kućišta bazirana na staklu kao na Optimus G. Isto tako, dok je njen softveri korisnički interfejs je pohvaljen za njegovu upotrebljivost i velikim brojem opcija za podešavana, neki kritičari su smatrali da softver pati od komplikovanih funkcija i da sadrži značajne regresije upotrebljivosti u odnosu na " stock" Android.
Prodaja G2 je premašila procene LG; krajem decembra 2013. godine, korejanska novinska agencija izvestila je da je najmanje 3 miliona jedinica G2 prodato širom sveta.

## Objavljivanje
G2 je prvi put predstavljen tokom konferencije za novinare u New York-u na "Jazz at Linkoln Centar" 7. avgusta 2013. LG je najavio da će početi da se pušta globalno G2 na preko 130 prevoznika u roku od naredna dva meseca, na tržištima kao što su Južna Koreja i SAD.
Da bi se promovisao G2, LG je pokušao da održi gradsko Sakupljanje trofeja u Seulu, u Južnoj Koreji; tokom konferencije za novinare u lokalnom parku 9. avgusta 2013. godine, helijumski baloni (povezani sa svojom"G u oblaku" reklamnom kampanjm) koji sadrže 100 vaučera su pušteni. Nakon što su vaučeri razbacani po gradu u ispražnjenim balonima, LG je planirao da pokloni G2 onima koji su nasli vaučere. Iako su formalno pozvani samo predstavnici medija, događaj je prekinut od strane pripadnika javnosti koja je saznala o promociji na internetu. Pošto su baloni pušteni, prisutni su pokušali da koriste vazdusne puške i druge improvizovane alatke da bi preuzeli vaučere. Rezultat je bila svađa koja je izbila oko balona i time rezultiralo 20 povreda; nakon incidenta LG se izvinio i rekao da će platiti za lečenje ranjenih u ovom događaju. LG je takođe prekinuo planove da održi slične događaje u drugim gradovima Južne Koreje.
Verizon je prvi pustio G2 u prodaju u Sjedinjenim Američkim Državama 12. septembra 2013. godine, a AT & T je pustio sledećeg dana. T-Mobile G2 objavio 25. septembra, dok je Sprint objavio njihov 8. novembra, 2013. G2 je pušten u Kanadi 27. septembra 2013. godine, preko šest nacionalnih i regionalnih prevoznika, uključujući Bell, Rogers, SaskTel, Telus, Videotron, i Wind Mobile.

## Specifikaije

### Hardver
Eksterijer G2 se sastoji od polikarbonatskog oklopa za razliku od svog prethodnika, koji je koristio konstrukciju baziranu na staklu. Zadnji poklopac je ukrašen sa suptilnom šarom koja podseća na karbon fiber. Tasteri za zvuk i uključivanje na G2 se nalaze direktno ispod kamere na zadnjem delu uređaja. Dugme za napajanje sadrži LED lampu, koja se može koristiti kao svetlo za obaveštenja. Pozicioniranje tastera na zadnjoj strani odstupa od većine smart telefona, gde se nalaze na bočnim ivicama telefona. LG je tvrdio da dugmad na bocnoj strani maske su teže pristupačni na većim pametnim telefonima, i da će verovatnije korisnicima da padne svoj telefon kada se podešava jačina zvuka u toku poziva. Zato, dugmad G2 se u umesto toga nalaze na mestu gde bi se kažiprst normalno nalazio kada se drži telefon. Pored dugmeta za napajanje, G2 takođe može biti uključen dvaput dodirom na ekranu, a isključio dva puta dodirom na statusnoj traci ili na prazan prostoru na početnom ekranu, što je karakteristika brendirana kao "KnockOn". Kada je telefon isključen, tasteri za jačinu zvuka mogu se koristiti za direktno pokretanje u kameru ili u Quickmemo aplikaciju držeći ih dole.
G2 se pokreće sa 2,26 GHz Quad-Core Snapdragon 800 procesorom sa 2 GB RAM memorije i podršku za LTE ili LTE Advanced mrežama gde su na raspolaganju.G2 je opremljen 1080p IPS ekranom od 5.2 inča; da smanji veličinu svog ekrana maske, instalacije za touchscreen komponente se usmerava iznad i ispod samog ekrana. Da bi se pomoglo očuvanju trajanja baterije, G2 takođe primenjuje Panel Self-Refresh sistem; Ako displej pokazuje statički sadržaj, da se osvežava isključivo iz okvira radne memorije (grafički RAM), omogućavajući drugim pp komponentama displeja (kao što je GPU) da postane neaktivan. LG tvrdi da će ovaj sistem omogućiti da ekran koristi 26% manje energije od sličnih ekrana na drugim smart telefona.
Audio hardver i softver od G2 je optimizovan da podrži 24 - bit/192 kHz audio; tokom LG konferencije za štampu, pesma snimljena od strane Hora bečkih dečaka ( koja se nalaze takođe u paketu sa uređajem) je korišćena da pokaže visok kvalitet zvuka iz svog internog zvučnika. G2 takođe sadrži zadnju kameru od 13-megapiksela sa optičkom stabilizacijom slike, i infracrvenim predajnikom koji omogućava da posluži kao univerzalni daljinski upravljač sa pratećom Quick Remote App. 
G2 dolazi sa 16 ili 32 GB neproširive memorije, i obuhvata ne- prenosivu 3000 mAh bateriju. Verizon Wireless model G2 nudi podršku za Qi bežično punjenje. Za razliku od modela objavljenim u drugim zemljama,u Južnoj Koreji modeli G2 imaju uklonjivu zadnju masku, slot za microSD karticu za proširenu skladištenje, kao i uklonjivu 2610 mAh baterija.

### Softver
G2 se isporučuje sa Android 4.2.2 "Jelly Bean" sa prilagođenim interfejsom i softverom. Sadrži veliki broj funkcija koje su dizajnirane da "nauči" od strane korisnika po predviđanju budućih aktivnosti, i omogućavaju fleksibilnost i prilagođavanje. G2 zadržava karakteristike iz prethodnih LG modela kao što su Optimus G i G Pro, uključujući i Quickmemo (koji omogućava korisnicima da pišu beleške na vrhu snimka), QuickRemote (osobina koja omogućava da uređaj služi kao univerzalni daljinski upravljač),QSlide pop-up aplikacija, i Voice Mate. Nove funkcije uvedene od strane G2 uključuju TextLink, koja analizira tekstualne poruke da otkrije sadržaje kao što su adrese i vremena koje može da se prenese na druge aplikacije (kao što su kalendar, beleške ili Google Maps), pop-up meni relevantnih aplikacija koji se aktivira prilikom uključivanja slušalica ili USB kabl (Plug & Pop), sposobnost da odgovori na telefonski poziv držeći telefon na glavu korisnika(AnswerMe), Slide Aside, multitasking funkcija koja omogućava korisnicima da "skliznu" aplikacije u kartice sa pokretom tri prsta, Clip Tray (koji prikuplja sadržaje koji su kopirani u clipboard) i režim gosta (Guest Mode). G2 koristi dugmad na ekranu; korisnici mogu da menjaju boju pozadine (što uključuje crno-bele opcije, ili čvrste boje ili sa nagibom), mogućnost prilagođivanja redosleda dugmadi, ili dodati dodatne dugmad za otvaranje Quickmemo. podrazumevani muzički plejer za G2 podržava reprodukciju WAV i FLAC fajlova sa 24-bit / 192 kHz audio. 
Update Android 4.4.2 "KitKat" objavljen je u Južnoj Koreji u novembru 2013. godine, a za međunarodne modele u martu 2014. LG reklamira na "primetno ubrza" nad Jelli Bean, zajedno sa poboljšanjima trajanja baterije, podešavanja korisničkog interfejsa, i druga poboljšanja koje donosi KitKat. Dalje unapređenje dodaje novu funkciju bezbednosti poznaut kao "Knock Code" (predstavljeno od strane LG G Pro 2), koja omogućava korisnicima da otključa svoj uređaj tako što ćete tapnuti kvadrant ekrana u nizu
Update „Lollipop“ je prvi put objavljen u Južnoj Koreji u januaru 2015. godine Pored drugih unutrašnjih poboljšanja, uvodi se osvežena "G UI" prvi put predstavljen od strane LG G3,], koji je sam dobio poboljšanja da odgovara novi vizuelnom stilu i karakteristikama Lollipop Sada je dostupan update za međunarodan LG G2 -. D802, ali glumi Android 5.0.2 umesto 5.0.1.

## Dodatna oprema
QuickWindow futrola dodatak za G2 je otkriven 30. jula, 2013. - pre otkrivanja samog telefona. futrola QuickWindow se sastoji od plastičnog kućišta sa poliuretanskim flip poklopcom. Poklopac sadrži zaobljen pravougaoni prozor koji prikazuje deo ekrana, omogućavajući da se velikom broju funkcija može pristupiti bez otvaranja poklopca, uključujući obaveštenja, prilagodljivi sat, i muzičkog plejer.

## Prijem

### Pre objavljivanja
I ako su hvalili performance i druge jedinstvene karakteristike, The Verge su verovali da LG pokušava previše da se takmiči sa Samsung Galaxy S4 tako sto blisko imitiraju njegov dizajn, specifikacije i naglasak na funkcije umesto da se razlikuju kroz dalje inovacije TechRadar je takođe pohvalio performanse i prikaz kvaliteta ekrana od G2, ali smatra da će dizajn samog G2 biti "dosadan", i veruje da dok nudi brojne opcije za napredne korisnike, Gola verzija LG Android 4.2 je suviše složena za "casual" korisnika (posebno ističući svoje Obaveštenje povlačenjem na dole, gde je otprilike polovina ekrana zauzeta opcijama).

### Kritika
LG G2 je dobio uglavnom pozitivne kritike. U decembru 2013. godine, britanski časopis Stuff je proglasio G2 njihovim 2013 Telefon godine i Gadget godine, izveštava da je "LG se ranije borio da napravi uticaj na tržištu smart telefona, ali LG G2 je toliko dobar kakvi smartphone trebaju biti u 2013, i pokazuje utvrđenim imenima kako treba da se uradi.
G2 je smatran od strane kritičara da je dobro izgrađen, ali je kritikovan za zamenu sa konstrukcije baziranu na staklu sa Optimus G na dizajnu baziranom na plastici, koja je slična nedavnim Samsung proizvodima. Ars Technica je dodatno kritikovao Verizon Wireless verziju što imaju jeftiniji izgled od međunarodne verzije, sa jednostavnim zadnjim poklopcem, modifikovanim tasterima i drugačiji raspored zvučnika. Zadnja dugmad G2 su se susrela sa podjednako mešovitim kritikama, a većina kritičara veruju da će korisnici biti u stanju da se prilagode da ih koriste. U skladu sa tim, sposobnost da se probudi telefon dodirivanjem na ekranu se smatra više odgovarajućim načinom. G2 je bio pohvaljen za high-end hardver, sa Engadget koji opisuje uređaj kao "zver" sa specifikacijama koje "Izgleda poznato svakome ko je čitao pregled vodećeg proizvoda kompanije Android telefona u poslednjih 12 meseci", priznajući da je postala teže proizvođačima da diferenciraju svoje vodeće proizvode dalje od displeja i procesora. Ekran G2 je bio hvaljen zbog svoje visoke rezolucije i boja, uz napore kompanije LG da se smanji veličinu bočne maske. G2 je takođe pohvaljen zbog toga što ima e neočekivano duže trajanje baterije nego bilo koji od svojih konkurenata (zajedno sa Motorola Droid Razr Maxx). Nakon trajanja od oko 20 sati "standardne" upotrebe u testiranju, G2 Baterija je smatrana od strane Engadget da je "znak da napokon prelazimo u svet razumnih smartphone baterija.
Android interfejs dizajn kompanije LG dobija različite komentare; TechRadar mu je dao pozitivno mišljenje, opisujući ga kao "podjednako lak za početnike i stručne korisnike pametnih telefona", i konstatujući njegove dinamične elemente i prilagođenje karakteristike. povećane sposobnosti prilagođavanja (uključujući i različito zaključavanje ekrana i početnog ekrana animacije, i Sposobnost da promenite pozadinu i raspored tastera na ekranu, uprkos tome što ne nudi "Back" / "Home" / "Recent apps" položaj korišćen na uređajima kao što je Nexus 4) je primećeno od strane komentatora. Korisnost "Slide Aside" karakteristike je dovedenja u pitanje zbog dostupnosti drugih, efikasnijih sredstava prebacivanja aplikacije. LG softver je generalno iskritikovan zato što je bio nezavršen na nekim mestima a sadrži previše nepotrebnih vizuelnih efekata i skeuomorphic elemenata. G2 Softver je takođe iskritikovan da sadrži digresije upotrebljivosti u odnosu na fabrički Android, kao što su obaveštenja koje se preduzimaju po opcijama, ne koristi Android 4.2 ažuriran "Complete action using" meni i ponašanje, i, uprkos koristeći dugmad na ekranu, nastavljena je upotreba "Menu" tastera koji je zvanično označen zastarelim od strane Google u svojim Android Human interface vodičima u januaru 2012. (na aplikacije koje su u skladu sa HIG, prelivni meniji imaju za cilj da se prikazuju u okviru samih aplikacija).
Kamera G2 smatrana je dobrom za svoju klasu, sa svojim procesorom koji doprinosi bržoj HDR obradi fotografija od svojih konkurenata. Verge je primetio da, uprkos da je LG "praktično ukrao [n]" dizajn i modove Samsungove kamere, interfejs kamere G2 bila je među boljim implementacija Android softvera fotoaparata zbog svojih raspoloživih opcija. Međutim, njegova slaba svetlost fotografije i neke od njegovih drugih modova su iskritikovani jer nisu bili toliko dobri kao oni od drugih uređaja kao što su Nokia Lumia 920 i HTC One. U pregledu vezanom za fotografiju od strane Digital Photography Review, Sistem optičke stabilizacije slike je pohvaljen za pomaganje da se održi dobar nivo izloženosti i dobro osvetljene fotografije imaju pristojan nivo detalja, ističući da je objektiv bio "prilično oštar širom okvira i slobodan od hromatskih aberacija.Međutim, u poređenju decembra 2013. godine protiv drugih nedavnih telefona poput One, Galaxz S4 Zoom, Xperia Z1, iPhone 5S, i Lumia 1020,po TechRadar G2 je proglašen za najbolji telefon sa kamerom od šestorice za obavljanje veoma dobro u smislu kvaliteta slike, jednostavnost upotrebe i funkcionalnosti, kao i naknadnu obradu", iako je kritikovana što nije imala toliko opcija kao konkurenati, kao i za verovatnoću da prsti slučajno uđu snimak pejzaža zbog pozicioniranja sočiva.

### Prodaja
U decembru 2013, Azija Danas je izvestila da je 2,3 miliona jedinica G2 prodato od njegovog puštanja u septembru 2013. godine, sa najmanje 600.000 prodatih samo u Južnoj Koreji. Ovi brojevi su bili ispod 
prvobitnih procena LG od 3 miliona jedinica. Međutim, kasnije u mesecu, novinska agencija Yonhap je prijavila više pozitivnih brojeva od analitičara, sa najmanje 3 miliona prodatih i 900.000 prodatih u Južnoj Koreji.

## Spoljašnje veze
- Званични веб-сајт